# Yousuf Karsh

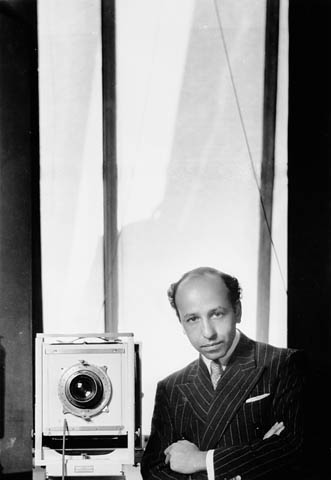
Yousuf Karsh

Yousuf Karsh (Mardin (Turkije), 23 december 1908 – Ottawa (Canada), 13 juli 2002) was een van de bekendste portretfotografen van de 20e eeuw.

## Biografie
Karsh werd geboren in Mardin, een stad in Zuidoost-Turkije. Zijn Armeense familie vluchtte naar Syrië toen hij 14 was. Twee jaar later ging hij bij zijn oom wonen, die fotograaf was in Sherbrooke, Canada. Hij ging daar kortdurend naar school en hielp zijn oom, George Nakash. 
Nakash onderkende het talent van de jonge Yousuf en regelde dat hij in de leer kon gaan bij de portretfotograaf John Garo in Boston. Vier jaar later keerde hij naar Canada terug en vestigde zich in Ottawa.
Al spoedig trok zijn werk de aandacht van de toenmalige premier, Mackenzie King, die hem onder zijn vrienden aanbeval, maar toen Winston Churchill naar Ottawa reisde in 1941 was zijn eigen plaats als fotograaf van beroemdheden in de 20e eeuw bezegeld. Vrijwel iedereen heeft zijn portret van Winston Churchill onder ogen gehad, met de bulldog-achtige uitdrukking op het gelaat, die Karsh verkreeg door Churchills geliefde sigaar kortweg uit zijn hand te trekken en toen op het juiste moment af te drukken toen het ongenoegen daarover begon door te dringen in Churchills gelaatstrekken. 
Yousuf (Hovsep) Karsh staat ook vaak bekend als 'Karsh of Ottawa'.

## Galerij

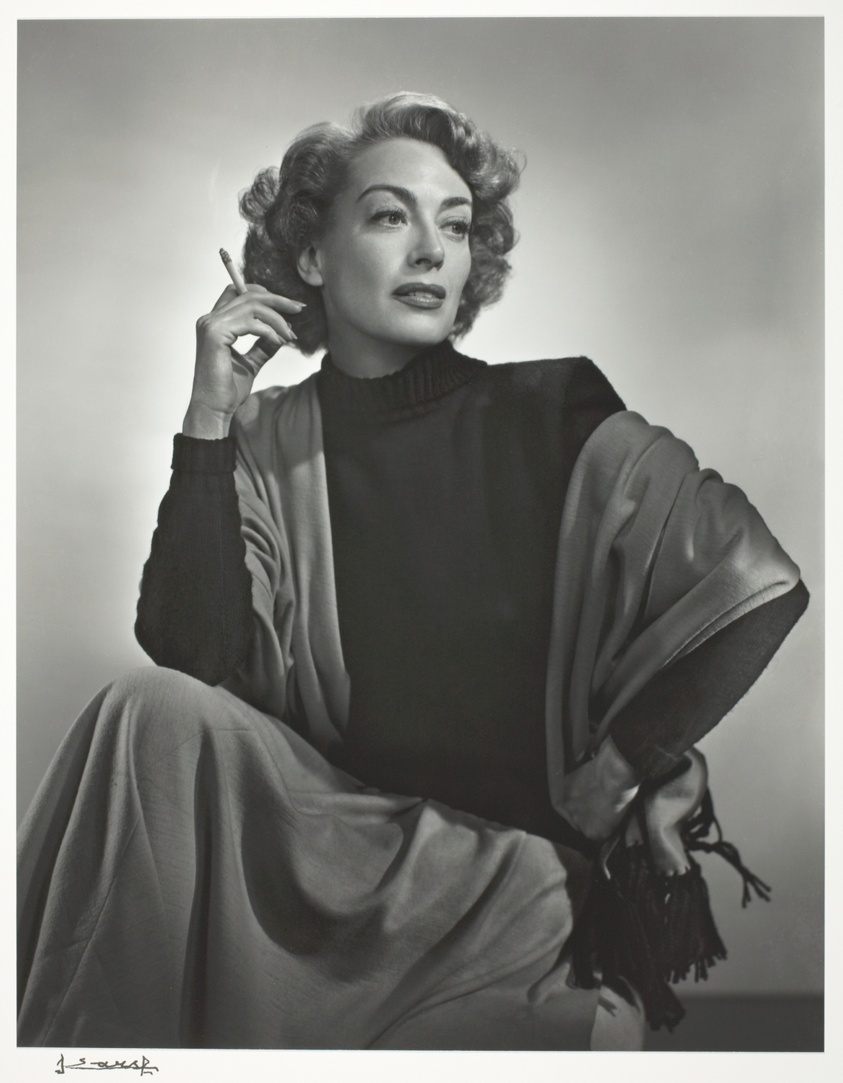
Joan Crawford
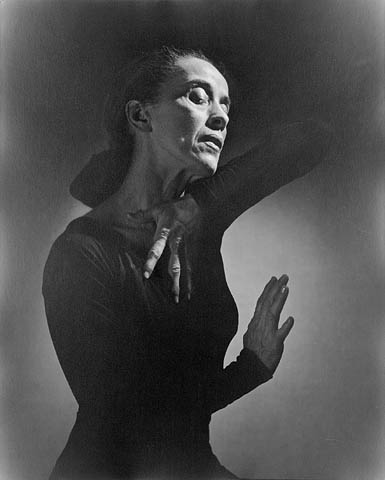
Martha Graham 1948.
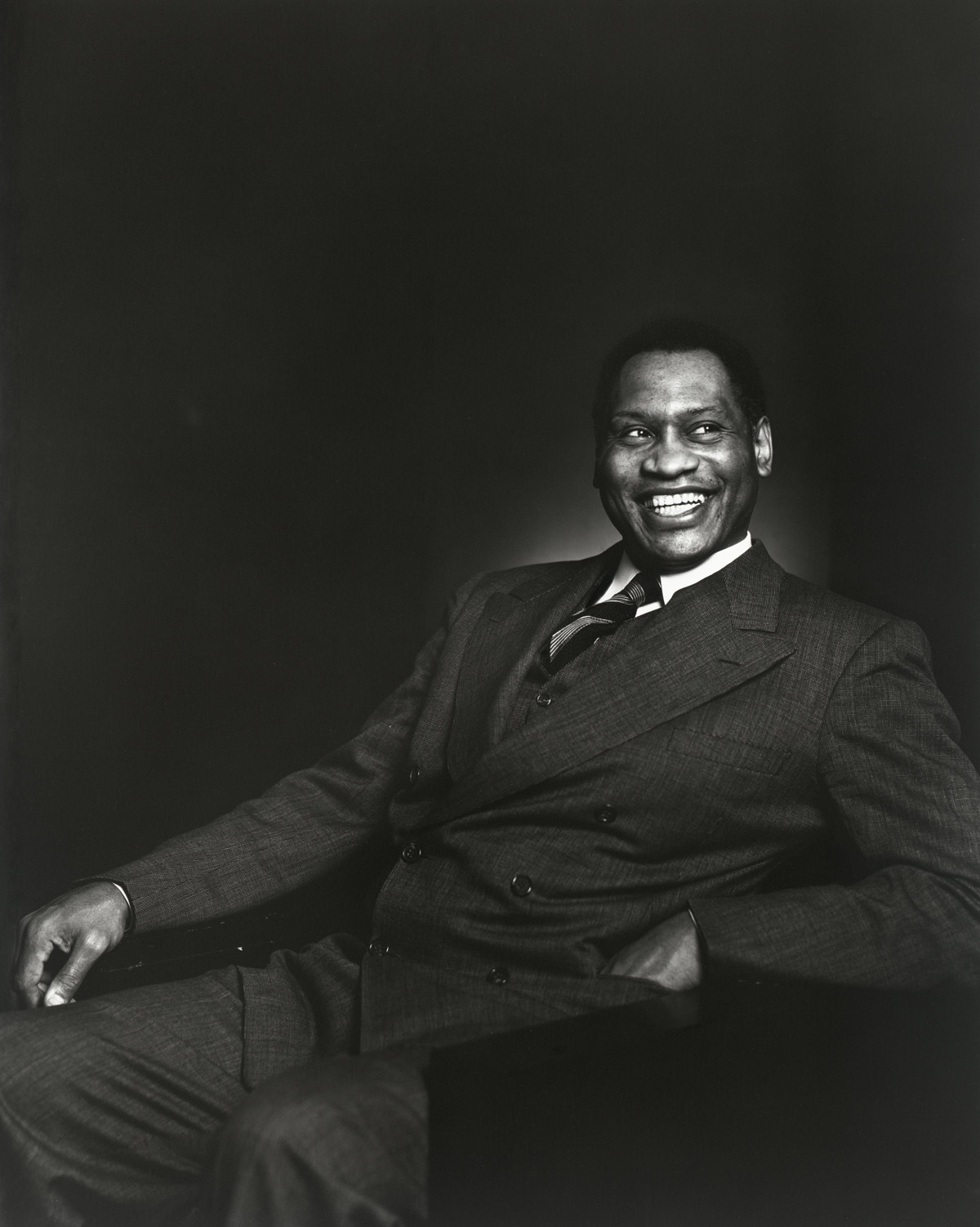
Paul Robeson 1938.
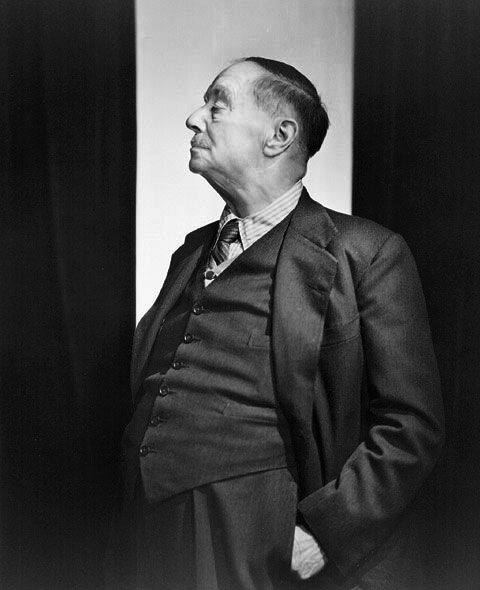
H.G. Wells 1943.
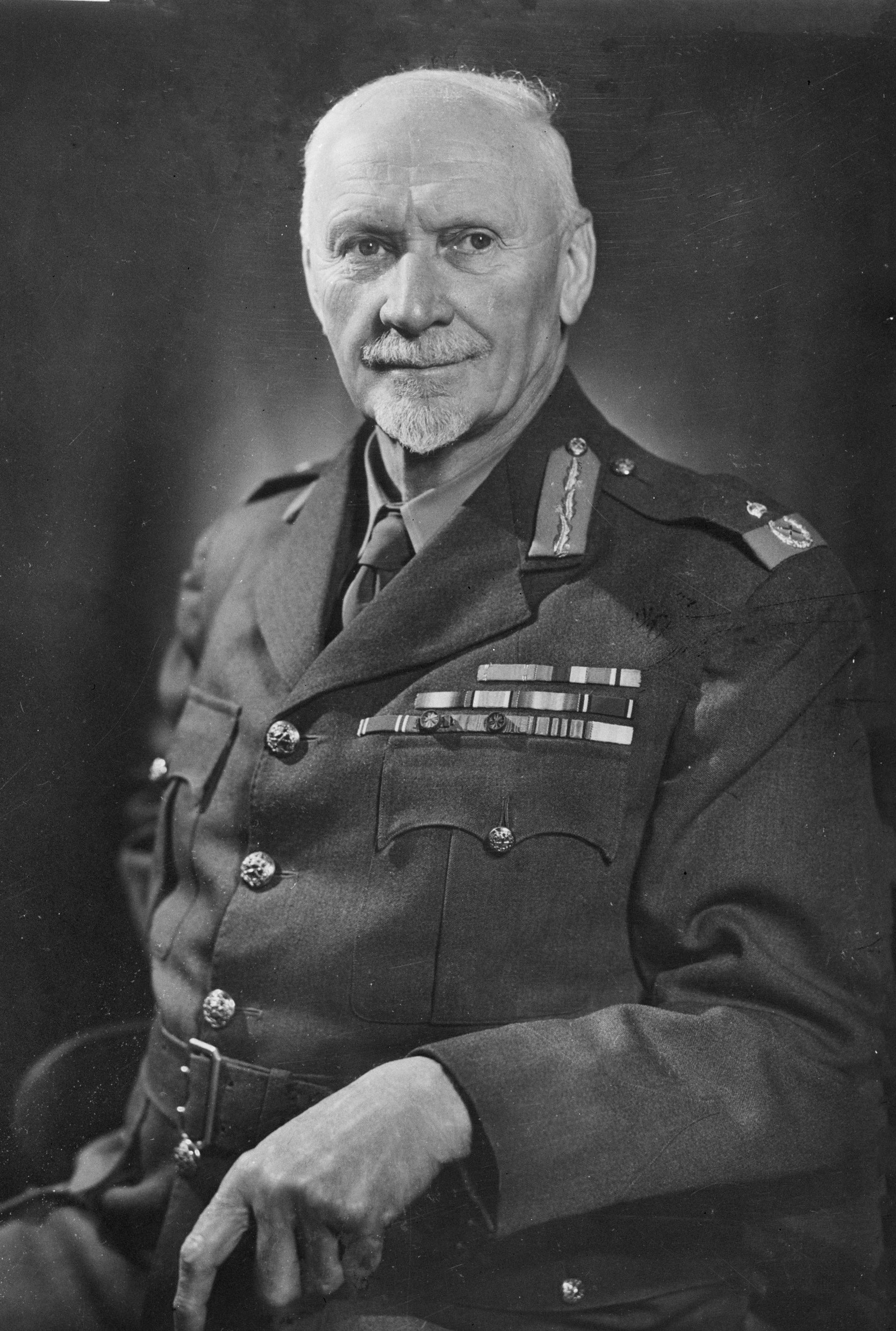
Jan Smuts
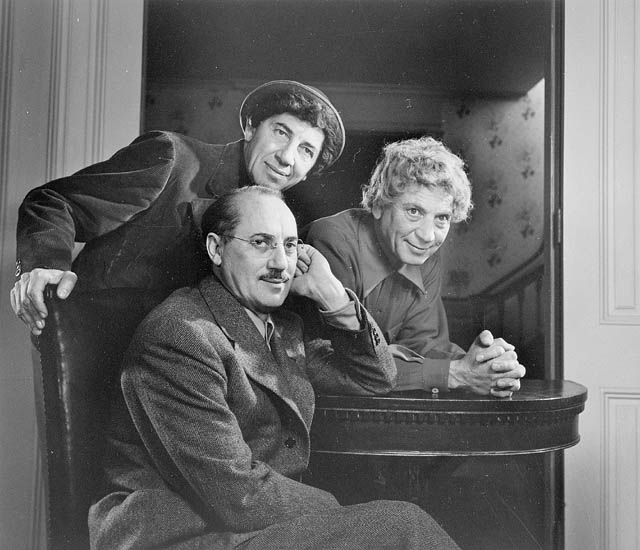
Marx Brothers

- Bibsys: 90696927
- Biblioteca Nacional de España: XX1068889
- Bibliothèque nationale de France: cb11909462p (data)
- CiNii: DA03158511
- Gemeinsame Normdatei: 120273764
- International Standard Name Identifier: 0000 0001 1470 7427
- Library of Congress Control Number: n50044628
- Nationale Bibliotheek van Letland: 000236529
- MusicBrainz: 67ab2d79-563e-49a8-9852-1e341f7dcd13
- Bibliotheek van het Japanse parlement: 00445204
- Nationale Bibliotheek van Tsjechië: js20021202018
- Nationale bibliotheek van Australië: 50659944
- Nationale Bibliotheek van Israël: 987007263777305171
- Nationale Bibliotheek van Polen: a0000002456713
- Nationale en Universitaire bibliotheek Zagreb: 000456605
- Nederlandse Thesaurus van Auteursnamen: 07060584X
- PIC: 2364
- Réseau des bibliothèques de Suisse occidentale: 02-A003443260
- RKD-Nederlands Instituut voor Kunstgeschiedenis: 223613
- SNAC: w6qv455s
- Système universitaire de documentation: 026945959
- Museum of New Zealand Te Papa Tongarewa: 36849
- Trove: 1508227
- Union List of Artist Names: 500013272
- Virtual International Authority File: 36920271
- WorldCat: E39PBJkp4CKFGg6JQxv7FJQH4q